# Giulianova

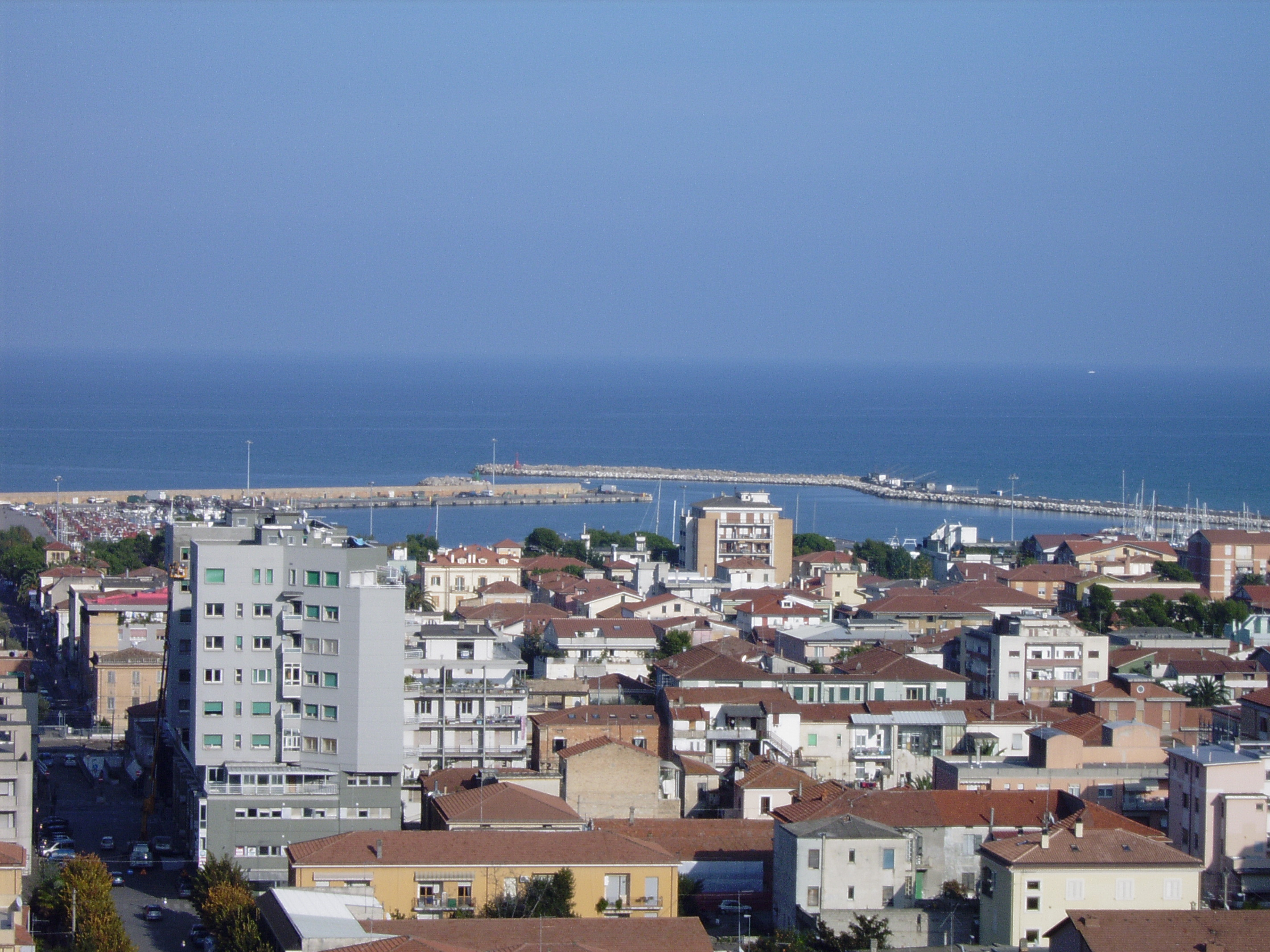
Giulianova Lido

Giulianova is een gemeente in de Italiaanse provincie Teramo (regio Abruzzen) en telt 21.806 inwoners (31-12-2004). De oppervlakte bedraagt 27,3 km², de bevolkingsdichtheid is 791 inwoners per km².

## Demografie
Giulianova telt ongeveer 8604 huishoudens. Het aantal inwoners daalde in de periode 1991-2001 met 2,1% volgens cijfers uit de tienjaarlijkse volkstellingen van ISTAT.
| Jaar | Inwoneraantal |
| ---- | ------------- |
| 1991 | 21.865        |
| 2001 | 21.400        |

## Geografie
De gemeente ligt op ongeveer 62 m boven zeeniveau.
Giulianova grenst aan de volgende gemeenten: Mosciano Sant'Angelo, Roseto degli Abruzzi, Tortoreto.

## Geboren
- Franco Tancredi (1955), voetballer
- Gabriele Tarquini (1962), autocoureur
- Cristiano Del Grosso (1983), voetballer

## Sport
De voetbalclub Giulianova Calcio komt uit de stad.